# Patty Griffin (album)
Patty Griffin è il decimo ed eponimo album in studio della cantautrice statunitense Patty Griffin, pubblicato nel 2019.

## Tracce
1. Mama's Worried – 3:23
2. River – 5:24
3. Where I Come From – 4:44
4. Hourglass – 3:24
5. Had A Good Reason – 3:20
6. Bluebeard – 5:07
7. What Now – 4:52
8. Luminous Places – 4:52
9. Coins – 3:47
10. Boys From Tralee – 3:50
11. The Wheel – 6:15
12. What I Remember – 3:26
13. Just The Same – 3:45